# Santa Dorotea (título cardenalicio)
El título cardenalicio de Santa Dorotea fue erigido por el papa Francisco el 12 de junio de 2014. Está enlazado a la iglesia homónima situada en el barrio Trastévere, al oeste de Roma.

## Titulares
- Javier Lozano Barragán (2014-2022)
- Jorge Enrique Jiménez Carvajal (2022-)

## Fuente
- Esta obra contiene una traducción parcial derivada de «Santa Dorotea (titre cardinalice)» de Wikipedia en francés, publicada por sus editores bajo la Licencia de documentación libre de GNU y la Licencia Creative Commons Atribución-CompartirIgual 4.0 Internacional.

- Datos: Q17390587